# 十忿怒尊
十忿怒尊（じゅうふんぬそん）とは、チベット密教を含む後期密教の尊格で、いわゆる日本の明王である。
十忿怒尊とは以下に挙げる十尊のことで、「グヒヤサマージャ・タントラ」などに説かれる。
各曼荼羅を構成する十尊は「ニシュパンナ・ヨーガ―ヴァリー」などタントラ経典によって異なったりもする。
- ヤマーンタカ　　　　　　　　　　　　　大威徳明王
- アパラジータ　　　　　　　　　　　　　無能勝明王
- ハヤグリーヴァ　　　　　　　　　　　　馬頭明王
- アムリタ・クンダリー　　　　　　　　　軍荼利明王
- アチャラ　　　　　　　　　　　　　　　不動明王
- タッキ・ラージャ　　　　　　　　　　　愛染明王
- ニーラダンダ　　　　　　　　　　　　　青杖明王
- マハーバラ　　　　　　　　　　　　　　大力明王（烏枢沙摩明王、穢跡金剛）
- ウシュニーシャ・チャクラヴァルディン　転頂輪明王（大輪明王）
- シュンバ・ラージャ　　　　　　　　　　降三世明王